# 樋口覚
樋口 覚（ひぐち さとる、1948年1月20日 - 2022年11月24日）は、日本の文芸評論家。2005年に芸術選奨文部科学大臣賞受賞。
祖父の樋口長衛は開成学園で斎藤茂吉と、東京帝国大学で岩波茂雄と同級生だった信州の教育者で長野県立長野中学校長を務めており、祖母の樋口志保子は島木赤彦門下のアララギ歌人。父の樋口寛は国文学者で、安曇野に疎開して以降長野在住だった斎藤史と交流があり、幼少期の覚は史に可愛がられていた。

## 人物
長野県長野市出身。長野で過ごしていた頃はバロック音楽に心酔していた。長野県長野高等学校を経て、一橋大学社会学部卒業。大学時代には短歌に目覚め、斎藤史に歌を学んだ。株式会社医学書院編集部で編集者として活動するかたわら、歌人として活動を開始し、後に文芸評論の道に進む。大岡昇平、中原中也、富永太郎ら昭和の詩人・文学者のほか、古典文芸への論及も多い。
2008年、財団法人日本近代文学館専務理事就任。
2022年11月24日、肺炎のため埼玉県所沢市の高齢者福祉施設において死去した。74歳没。

## 評価
- 1994年、『一九四六年の大岡昇平』で第22回平林たい子文学賞受賞[5]。
- 1997年、『三絃の誘惑 近代日本精神史覚え書』で第10回三島由紀夫賞受賞[6]。
  - 執筆したきっかけとして「海洋文学としての日本文学という視点で、舟の研究をしたのがきっかけ」と語った[3]。
- 2005年、『書物合戦』で芸術選奨文部科学大臣賞受賞[6]。

## 作品
- 『富永太郎』（1986年、砂子屋書房）
- 『天馬塚　樋口覚歌集』（1988年7月、砂子屋書房）
- 『アルベルト・ジャコメッティ』（1988年8月、五柳書院）
- 『昭和詩の発生 「三種の詩器」を充たすもの』（1990年5月、思潮社）
- 『「の」の音幻論』（1991年5月、五柳書院）
- 『一九四六年の大岡昇平』（1993年11月、新潮社）
- 『三人の跫音　大岡昇平・富永太郎・中原中也』（1994年2月、五柳書院）
- 『誤解の王国』（1995年10月、人文書院）
- 『中原中也 いのちの声』（1996年2月、講談社選書メチエ）[7]
- 『三絃の誘惑 近代日本精神史覚え書』（1996年12月、人文書院）
- 『近代日本語表出論　天皇の「人間宣言」から埴谷雄高の「死」まで』（1997年8月、五柳書院）
- 『川舟考 日本海洋文学論序説』（1998年12月、五柳書院）
- 『日本人の帽子』（2000年11月、講談社）
- 『富士曼陀羅 三島由紀夫と武田泰淳』（2000年11月、五柳書院）
- 『グレン・グールドを聴く夏目漱石』（2001年7月、五柳書院）
- 『雑音考 思想としての転居』（2001年12月、人文書院）
- 『歌の岸辺』（2002年8月、不識書院）
- 『淀川下り日本百景』（2004年3月、朝日新聞社）
- 『書物合戦』（2004年11月、集英社）
- 『短歌博物誌』（2007年4月、文藝春秋・文春新書）
- 『中原中也 天体の音楽』（2007年、青土社）
- 『日清戦争異聞　萩原朔太郎が描いた戦争』（2009年、青土社）

単著以外
- 『生老病死』（埴谷雄高対談、1994年12月、三輪書店）
- 『ひたくれなゐの人生』（斎藤史共著、1995年2月、三輪書店）
- 『新潮日本文学アルバム67　大岡昇平』（編著、1995年10月、新潮社）

## 翻訳
- アーサー・シモンズ『象徴主義の文学運動』（国文社、1978年、改訂版1982年）
- デヴィッド・ロイ『スフィンクスと虹　脳と心と未来像』（青土社、1985年）